# Lassaad Chouaya
Lassaad Chouaya ou Lassaad Chwaya, né le 22 août 1989 à Gabès, est un basketteur tunisien.

## Carrière
Durant la 29e édition de la coupe d’Afrique des clubs champions, il est le quatrième meilleur bloqueur du tournoi avec un contre en moyenne par match.
Le 9 novembre 2022, il quitte l'Étoile sportive de Radès après neuf match et rejoint l'Union sportive monastirienne.
À l'été 2025, il retourne à l'Étoile sportive de Radès.

## Clubs
- avant 2009 : TACAPES (Tunisie)
- 2017 : Jeunesse sportive d'El Menzah[2] (Tunisie)
- 2009-2018 : Club africain (Tunisie)
- 2018-2020 : Union sportive monastirienne (Tunisie)
- 2020-2022 : Club africain (Tunisie)
- 2022 (2 mois) : Étoile sportive de Radès (Tunisie)
- 2022-2024 : Union sportive monastirienne (Tunisie)
- depuis 2025 : Étoile sportive de Radès (Tunisie)

## Palmarès

### Clubs
- Champion de Tunisie : 2014, 2015, 2016, 2019, 2020, 2023, 2024
- Coupe de Tunisie : 2014, 2015, 2020, 2023
- Super Coupe de Tunisie : 2014
- Coupe de la Fédération : 2017
- Médaille de bronze à la coupe d’Afrique des clubs champions 2014 ( Tunisie)
- Médaille de bronze à la coupe arabe des clubs champions 2019 ( Maroc)

### Sélection nationale
- Médaille d'or au championnat d'Afrique 2011 ( Madagascar)
- 4e aux Jeux panarabes de 2011 ( Qatar)

### Distinctions personnelles
- Meilleur joueur defensive du championnat de Tunisie lors de la saison 2019-2020
- Meilleur ailier du championnat de Tunisie lors de la saison 2022-2023